# Ilva Trophy 1993
Ilva Trophy 1993 — жіночий тенісний турнір, що проходив на відкритих кортах з ґрунтовим покриттям Circulo Tennis Ilva Taranto в Таранто (Італія). Належав до турнірів 4-ї категорії в рамках Туру WTA 1993. Відбувсь усьоме і тривав з 27 квітня до 2 травня 1993 року. П'ята сіяна Бренда Шульц здобула титул в одиночному розряді й отримала 18 тис. доларів США.

## Фінальна частина

### Одиночний розряд
Бренда Шульц —   Деббі Грем 7–6(7–5), 6–2
- Для Шульц це був 1-й титул в одиночному розряді за сезон і 3-й — за кар'єру.

### Парний розряд
Деббі Грем /  Бренда Шульц —  Петра Лангрова /  Мерседес Пас 6–0, 6–4